# Siegertshofer Weiher
Der Siegertshofer Weiher ist ein künstlicher See beim Weiler Siegertshofen der Gemeinde Egling im bayerischen Landkreis Bad Tölz-Wolfratshausen.

## Beschreibung
Der etwa 1,0 ha große See liegt auf etwa 618 m ü. NHN weniger als einen halben Kilometer nordwestlich des Siegertshofener Ortsrandes im beginnenden Wald und wird von Nordosten nach Südwesten vom Mooshamer Weiherbach durchflossen. Eine historische Karte aus dem 19. Jahrhundert zeigt an der heutigen Stelle des Weihers noch kein Gewässer. 